# Vanessa Kaiser (Politikwissenschaftlerin)
Vanessa Olimpia Kaiser Barents-Von Hohenhagen (* 25. Oktober 1977) ist eine chilenische Politikwissenschaftlerin, Kolumnistin und Politikerin der Nationallibertären Partei, die von ihrem Bruder Johannes Kaiser gegründet wurde (zuvor Republikanische Partei).

## Biografie
Vanessa Kaiser wurde in eine Deutschchilenische Familie als Tochter von Hans Christian Kaiser Wagner (auch bekannt als Juan Cristián) und Rosmarie Barents-von Hohenhagen Haensgen.
Ihre Großeltern väterlicherseits waren Rosemarie Wagner Schilling, eine Deutsch-Chilenin der vierten Generation, und ihr Ehemann, der deutsche Einwanderer Friedrich Ernst Kaiser Richter, der sich politisch als Sozialdemokrat definierte, kam 1936 als Flüchtling aus Württemberg nach Chile und entkam so dem Nationalsozialismus Deutschlands nach der Machtergreifung Adolf Hitlers und vor dem Zweiten Weltkrieg, nachdem er dessen Ausbruch vorausgesehen hatte.
Er heiratete seine Frau im April 1939 und ließ sich in Villarrica im Süden Chiles nieder, wo sie als 9. Bürgermeisterin der Stadt gewählt wurde und von Mai 1956 bis Oktober 1957 amtierte.
Ihr Vater war in der Nationalpartei als Jugendführer aktiv.
Sie hat einen Master of Arts in Philosophie, einen PhD in Politikwissenschaft und einen PhD in Philosophie.
Sie ist die CEO des Libertären Studienzentrums von Chile (spanish: Centro de Estudios Libertarios CEL), sowie Kolumnistin bei El Líbero und El Mostrador. Ihre Brüder sind Axel Kaiser, ein chilenischer Jurist und Autor, sowie Johannes Kaiser, ein Kongressabgeordneter und YouTuber, Gründungsabgeordneter der Nationallibertären Partei, und von Leif Kaiser, dem Vorsitzenden des chilenischen Schützenverbandes, sowie von drei weiteren weniger prominenten Geschwistern.
Kaiser hielt einen Vortrag bei der Fundación para el Progreso (FPP), in dem sie den Liberalismus als die „wahre Rettung [der Gesellschaft]“ bezeichnete.
Von 2018 bis 2021 hat sie den Hannah-Arendt-Lehrstuhls an der Autonomen Universität von Chile inne.
Sie wurde 2021 als Gemeinderätin von Las Condes gewählt und trat im Jahr 2022 aus persönlichen Gründen zurück.
Am 18. Oktober 2021 wurde sie von Radio Bío-Bío als mögliche Ministerin einer Regierung von José Antonio Kast genannt. Sie unterzeichnete die Carta de Madrid, ein Dokument der rechtsextremen spanischen Partei Vox, das linke Gruppen als Feinde Iberoamerikas beschreibt, die an einem „kriminellen Projekt“ unter dem Einfluss des kubanischen Regimes beteiligt seien.
Sie war von 1996 bis 2012 verheiratet und ist Mutter dreier Kinder.

## Schriften

### Monografien
- mit Alejandro Briones Bascuñan: Triple corona. Rockford. Rockford, Chile 2007, OCLC 1318901673.
- En vez de una sola mirada. Conversaciones con Cristián Larroulet [uvm.] RIL Editorial, Santiago 2011, ISBN 978-956-284-841-1.
- Que no te rompan el corazón. Zorros y Erizos, Santiago 2018, ISBN 978-956-09711-8-0.
- Estudio nietzscheano del Mandamiento: «amarás a tu prójimo como a ti mismo» (Mateo 22:39). Philosophische Dissertation, Pontificia Universidad Católica de Chile, Santiago 2019.
- El Progresismo y la Cultura de la Muerte. Claves para entender el proyecto ideológico y político de la Nueva Izquierda. Editorial Conservadora, Santiago 2024, ISBN 978-956-6172-32-1.

### Artikel
- mit Andrés Dockendorff: Populismo en América Latina. Una revisión de la literatura y la agenda. In: Revista de Ciencias Sociales. Band 17, 2009, S. 75–100, doi:10.4206/rev.austral.cienc.soc.2009.n17-05.